# Otto Loewi
Otto Loewi (Frankfurt am Main, 3 de janeiro de 1873 — Nova Iorque, 25 de dezembro de 1961) foi um farmacêutico alemão, que descobriu o papel da acetilcolina como neurotransmissor endógeno. Por sua descoberta, ele recebeu o Prêmio Nobel de Fisiologia ou Medicina em 1936, que compartilhou com Sir Henry Dale, que foi um amigo de longa data que ajudou a inspirar o experimento do neurotransmissor. Loewi conheceu Dale em 1902 quando passava alguns meses no laboratório de Ernest Starling na University College de Londres.

## Biografia

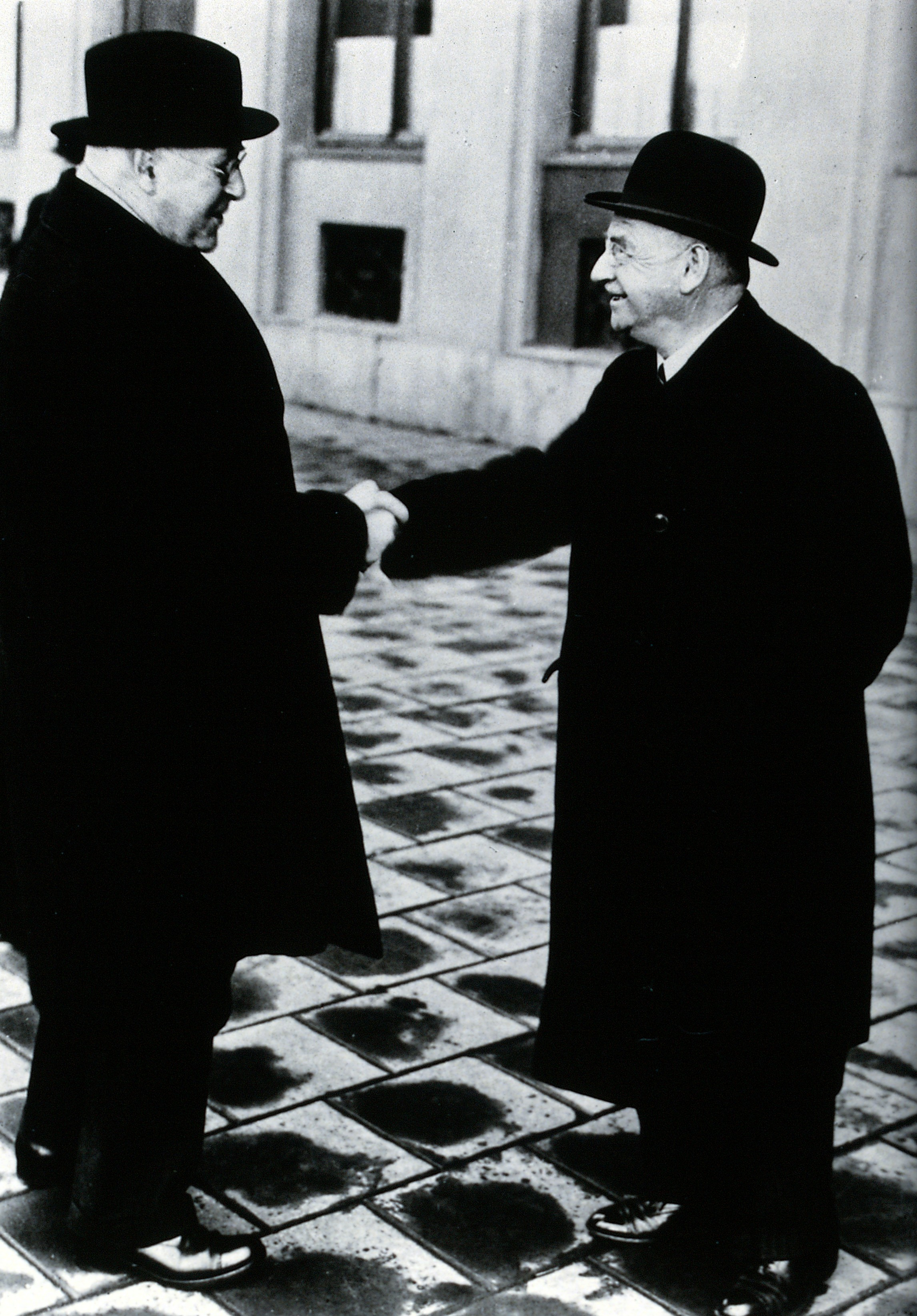
Sir Henry Dale e Otto Loewi

Loewi nasceu em Frankfurt , Alemanha, em 3 de junho de 1873 em uma família judia. Ele foi estudar medicina na Universidade de Estrasburgo, Alemanha (agora parte da França) em 1891, onde frequentou cursos com os professores famosos Gustav Schwalbe, Oswald Schmiedeberg e Bernhard Naunyn entre outros. Ele recebeu seu doutorado em medicina em 1896. Ele também era membro da fraternidade Burschenschaft Germania Strassburg.
Posteriormente, trabalhou com Martin Freund na Universidade Goethe de Frankfurt e com Franz Hofmeister em Estrasburgo. De 1897 a 1898, ele serviu como assistente de Carl von Noorden, clínico do Hospital Municipal de Frankfurt. Logo, porém, após ver a alta mortalidade em inúmeros casos de tuberculose e pneumonia muito avançadas, deixados sem qualquer tratamento por falta de terapia, ele decidiu abandonar sua intenção de se tornar um clínico e, em vez disso, realizar pesquisas em ciências médicas básicas, em particular farmacologia. Em 1898, ele se tornou assistente do professor Hans Horst Meyer, o renomado farmacologista da University of Marburg. Durante seus primeiros anos em Marburg, os estudos de Loewi foram no campo do metabolismo. Como resultado de seu trabalho sobre a ação da florizina, um glicosídeo que provoca glicosúria, e outro sobre o metabolismo da nucleina no homem, foi nomeado «Privatdozent» (conferencista) em 1900. Dois anos depois publicou seu artigo «Über Eiweisssynthese im Tierkörper »(Sobre a síntese de proteínas no corpo animal), provando que os animais são capazes de reconstruir suas proteínas a partir de seus produtos de degradação, os aminoácidos - uma descoberta essencial no que diz respeito à nutrição.
Em 1902, Loewi foi um pesquisador convidado no laboratório de Ernest Starling em Londres, onde conheceu seu amigo de longa data, Henry Dale.
Em 1903, ele aceitou um cargo na Universidade de Graz, na Áustria, onde permaneceria até ser forçado a deixar o país em 1938. Em 1905, Loewi tornou-se Professor Associado no laboratório de Meyer e recebeu a cidadania austríaca. Em 1909 ele foi nomeado para a cadeira de farmacologia em Graz.
Casou-se com Guida Goldschmiedt (1889-1958) em 1908. Eles tiveram três filhos e uma filha. Ele foi o último judeu contratado pela Universidade entre 1903 e o fim da guerra.
Em 1921, Loewi investigou como os órgãos vitais respondem à estimulação química e elétrica. Ele também estabeleceu sua dependência relativa da epinefrina para o funcionamento adequado. Consequentemente, ele aprendeu como os impulsos nervosos são transmitidos por mensageiros químicos. O primeiro neurotransmissor químico que ele identificou foi a acetilcolina.
Depois de ser preso, junto com dois de seus filhos, na noite da invasão alemã da Áustria, 11 de março de 1938, Loewi foi libertado com a condição de que "voluntariamente" entregasse todos os seus bens, incluindo suas pesquisas, aos nazistas. Loewi mudou-se para os Estados Unidos em 1940, onde se tornou professor pesquisador no New York University College of Medicine. Em 1946, ele se tornou cidadão naturalizado dos Estados Unidos. Em 1954, ele se tornou um membro estrangeiro da Royal Society. Ele morreu na cidade de Nova York em 25 de dezembro de 1961.
Pouco depois da morte de Loewi no final de 1961, seu filho mais novo concedeu a medalha de ouro do Nobel na Royal Society de Londres. Ele concedeu o diploma Nobel à Universidade de Graz, na Áustria, em 1983, onde atualmente reside, junto com uma cópia em bronze de um busto de Loewi. O original da apreensão está no Laboratório de Biologia Marinha em Woods Hole, Massachusetts, a casa de verão de Loewi desde sua chegada aos Estados Unidos até sua morte.

## Pesquisa

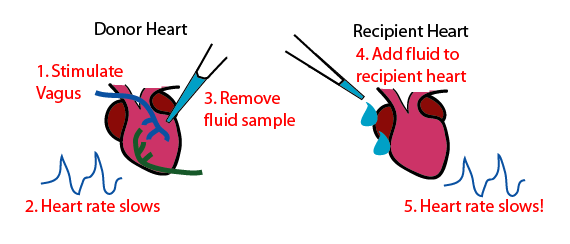
Em seu experimento mais famoso, Loewi pegou fluido do coração de um sapo e aplicou em outro, desacelerando o segundo coração e mostrando que a sinalização sináptica usava mensageiros químicos

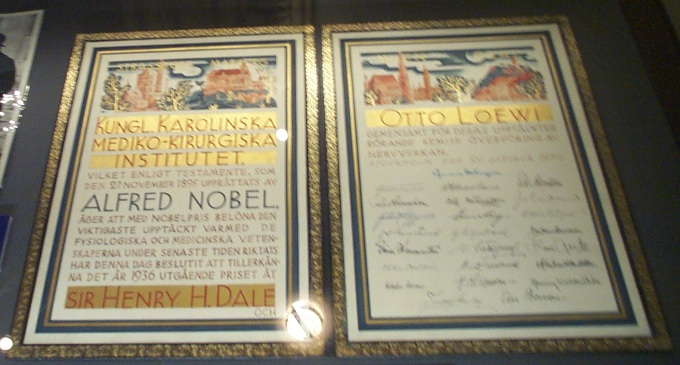
Diploma do Prêmio Nobel de Otto Loewi, residente na Universidade de Graz

Antes dos experimentos de Loewi, não estava claro se a sinalização através da sinapse era bioelétrica ou química. Embora os experimentos farmacológicos tenham estabelecido que as respostas fisiológicas, como a contração muscular, poderiam ser induzidas por aplicação de produtos químicos, não havia evidências de que as células liberassem substâncias químicas para causar essas respostas.  Ao contrário, os pesquisadores demonstraram que as respostas fisiológicas podem ser causadas pela aplicação de um impulso elétrico, o que sugere que a transmissão elétrica pode ser o único modo de sinalização endógena. No início do século 20, a controvérsia sobre se as células usavam transmissão química ou elétrica dividiu até os cientistas mais proeminentes.
O famoso experimento de Loewi, publicado em 1921, respondeu amplamente a essa pergunta. Ele dissecou de sapos dois corações batendo: um com o nervo vago que controla a frequência cardíaca conectado, o outro coração sozinho. Ambos os corações foram banhados em solução salina (ou seja, solução de Ringer). Ao estimular eletricamente o nervo vago, Loewi fez o primeiro coração bater mais devagar. Então, Loewi pegou um pouco do líquido banhando o primeiro coração e aplicou no segundo coração. A aplicação do líquido fez com que o segundo coração batesse mais devagar, provando que alguma substância química solúvel liberada pelo nervo vago estava controlando a frequência cardíaca. Ele chamou a substância química desconhecida de Vagusstoff, nomeando-o após o nervo e a palavra alemã para substância. Posteriormente, descobriu-se que este produto químico correspondia à acetilcolina. Seu experimento foi icônico porque foi o primeiro a demonstrar a liberação endógena de uma substância química que poderia causar uma resposta na ausência de estimulação elétrica. Abriu caminho para o entendimento de que o evento de sinalização elétrica (potencial de ação) causa um evento químico (liberação de neurotransmissor pelas sinapses) que é, em última instância, o efetor no tecido.
As investigações de Loewi "Sobre um aumento da liberação de adrenalina pela cocaína" e "Sobre a conexão entre digitalis e a ação do cálcio" estimularam um considerável corpo de pesquisas nos anos seguintes à sua publicação.
Ele também esclareceu dois mecanismos de importância terapêutica: o bloqueio e o aumento da ação nervosa de certas drogas.
Loewi também é conhecido pelo meio pelo qual teve a ideia de seu experimento. No sábado de Páscoa de 1921, ele sonhou com um experimento que provaria de uma vez por todas que a transmissão de impulsos nervosos era química, não elétrica. Ele acordou, rabiscou o experimento em um pedaço de papel em sua mesinha de cabeceira e voltou a dormir.
Na manhã seguinte, ele descobriu, para seu horror, que não conseguia ler seus rabiscos da meia-noite. Aquele dia, disse ele, foi o dia mais longo de sua vida, pois ele não conseguia se lembrar de seu sonho. Naquela noite, porém, ele teve o mesmo sonho. Desta vez, ele foi imediatamente para seu laboratório para realizar o experimento. Desse ponto em diante, o consenso era que o Nobel não era uma questão de "se", mas de "quando".
Treze anos depois, Loewi recebeu o Prêmio Nobel de Fisiologia ou Medicina, que dividiu com Sir Henry Hallett Dale.

## Teste midriático de Loewi
Loewi observou que a retirada do pâncreas dos cães, dando-lhes uma forma experimental de diabetes, levou a uma alteração da resposta do olho à adrenalina: este composto em cães normais não tem efeito, mas nos cães sem pâncreas a pupila dilatou-se. Esse teste envolve instilar doses repetidas de solução de adrenalina 1:1 000 no olho e procurar dilatação pupilar. Cirurgiões usaram isso como um teste diagnóstico para pancreatite aguda, que foi baseado na observação de Loewi de tal fenômeno em cães que tiveram seu pâncreas removido. A utilidade desse teste foi relatada em uma série de casos de dois pacientes; como esperado, foi negativo em um caso de carcinoma do duto biliar, mas positivo em um caso de pancreatite. A eficácia deste teste foi investigada posteriormente. O mecanismo de ação desse fenômeno não é claro, mas foi atribuído a "provavelmente devido a um distúrbio tóxico funcional do neurônio simpático pós-ganglionar que inerva a íris".